# 톰 다우드
톰 다우드(Tom Dowd, 1925년 10월 20일 ~ 2002년 10월 27일)는 애틀랜틱 레코드의 미국인 녹음 엔지니어 겸 프로듀서였다. 그는 멀티트랙 레코딩 방식을 혁신한 공로를 인정받았다. 다우드는 블루스, 재즈, 팝, 록, 소울 음반을 포함한 음반 작업을 했다.